# Vaşcău
Vașcău (ungarsk: Vaskoh) er en by i distriktet Bihor i Crișana, Rumænien. Den administrerer fem landsbyer: Câmp (Vaskohmező), Câmp-Moți, Colești (Kolafalva), Vărzarii de Jos (Alsófüves) og Vărzarii de Sus (Felsőfüves).
Byen har 2.025 (2021) indbyggere.

## Beliggenhed
Vașcău ligger i det historiske landskab Crișana ved Crișul Negru (Sorte Kreisch/Körös) - en af Köröss hovedfloder - i dalsænkningen Depresiunea Beiuș, på den østlige ende af Codru-Moma-bjergene. Distriktets hovedstad Oradea ligger ca. 75 km mod nordvest.

## Historie
Vașcău blev første gang nævnt i et dokument i 1552. Den var dengang en del af Det Osmanniske Riges indflydelsessfære. I 1699 gjorde Freden i Karlowitz byen til en del af Kejserriget Østrig. Efterfølgende begyndte man at drive intensiv minedrift i området, bl.a. efter jernmalm. Desuden fandtes der indtil det 18. århundrede et guldvaskeri. I 1833 blev der bygget en højovn. Efter Østrigsk-ungarske kompromis i 1867 blev Vașcău (dengang under sit ungarske navn) hjemsted for et administrativt område i Komitat Bihar.
Ved afslutningen af Første Verdenskrig blev Vașcău en del af Rumænien. I 1956 blev stedet en by. På det tidspunkt blev der i regionen foretaget intensiv uranudvinding under Sovjetunionen.
Efter lukningen af uranminerne udvindes der nu kalksten og marmor i dag. Andre vigtige erhverv er landbrug, husdyravl og metalforarbejdning.